# Raspita
La raspita és un mineral de la classe dels òxids, que pertany al grup de la scheelita. Rep el nom de Charles Rasp (1846-1907), explorador alemany-australià i descobridor del dipòsit de Broken Hill.

## Característiques
La raspita és un òxid de fórmula química Pb(WO₄). Cristal·litza en el sistema monoclínic. La seva duresa a l'escala de Mohs es troba entre 2,5 i 3. És el dimorf monoclínic de la stolzita. Si s'escalfa la raspita a 395 °C es produeix la seva transformació en stolzita. Es coneix una varietat poc freqüent rica en tel·luri descrita per Andrade et al. l'any 2014, trobada a la mina Grand Central, al comtat de Cochise de l'estat nord-americà d'Arizona.
Segons la classificació de Nickel-Strunz, la raspita pertany a «04.DG: Òxids i hidròxids amb proporció Metall:Oxigen = 1:2 i similars, amb cations grans (+- mida mitjana); cadenes que comparteixen costats d'octàedres» juntament amb els següents minerals: euxenita-(Y), fersmita, kobeïta-(Y), loranskita-(Y), policrasa-(Y), tanteuxenita-(Y), uranopolicrasa, itrocrasita-(Y), fergusonita-(Y)-β, fergusonita-(Nd)-β, fergusonita-(Ce)-β, itrotantalita-(Y), foordita i thoreaulita.

## Formació i jaciments
Es tracta d'un mineral secundari rar que es troba a les zones oxidades de dipòsits metàl·lics hidrotermals base que contenen tungstè. Va ser descoberta a finals del segle xix a la mina Broken Hill Proprietary, al comtat de Yancowinna de l'estat australià de Nova Gal·les del Sud.